# Spacetime Studios
Spacetime Studios (STS) est un studio de développement de jeux basé à Austin, au Texas. Fondé en 2005 par un petit groupe de développeurs de jeux MMO pour PC. La start-up a été créée dans le but de créer des MMO de science-fiction pour le marché PC.

## Histoire
En 2005, Spacetime Studios a été fondé par Gary Gattis, Cinco Barnes, Anthony L. Sommers et Jake Rodgers, avec une expérience de collaboration sur des titres tels que Wing Commander, Star Wars Galaxies et Ultima Online,. En mars 2006, ils ont obtenu un contrat pour commencer le développement d'une propriété intellectuelle originale pour un MMO de science-fiction sur PC pour NCSoft appelé Blackstar. Ce contrat a été facilité en partie par le partenariat de longue date entre le développeur de jeux vétéran et le personnel de NCSoft, et par la connaissance de leurs travaux antérieurs sur des jeux de science-fiction.
Après plusieurs années de travail de préproduction, en janvier 2008, NCSoft a annulé son accord avec STS pour la publication de Blackstar, invoquant un changement des conditions économiques du marché, après les mauvaises performances de deux autres MMO de leur groupe d'édition comme Tabula Rasa et une réévaluation conséquente de la stratégie du portefeuille nord-américain de l'éditeur coréen. Spacetime Studios avait initialement contracté tous les droits et la propriété de la technologie et des outils pour le nouveau moteur de jeu interne appelé Spacetime Engine, écrit en C++ dans le but de créer des outils et des ressources de jeu massivement évolutifs. NCSoft reste toutefois propriétaire de la propriété intellectuelle de Blackstar, y compris de tous les concepts artistiques et des éléments de narration.
STS a licencié 12 membres de l'équipe à la suite de cela et continue d'explorer les options pour mettre sur le marché son IP phare Blackstar, en plus de dévoiler un premier aperçu du clip vidéo de Blackstar en février[Quand ?] pour commercialiser le projet auprès d'un nouvel éditeur en plus d'une présence à la Games Developer's Conference cette année-là. En mai 2008, STS rachète l'IP Blackstar à NCSoft. L'incertitude liée à ce qui est perçu comme une transition difficile du marché amène STS à envisager diverses options pour attirer un nouvel éditeur ou commercialiser le projet sur console et/ou sous la forme d'un modèle économique free-to-play. En août 2008, STS réduit de moitié son personnel à la recherche d'un nouvel éditeur et livre des images vidéo de la préproduction de leur jeu pour la vitrine de la GDC.
En juin 2009, STS a publié quelques images conceptuelles de Blackstar, signe qu'elle est toujours confiante et engagée dans le développement du projet. STS annonce l'achèvement de la préproduction de Blackstar, prête pour la production en série, mais réduit ensuite son personnel aux quatre membres fondateurs plus deux. Au cours de l'année 2009, STS a investi du temps dans l'expérimentation des applications iOS pendant l'auto-publication de jeux tels que Shotgun granny sous le nom de ClockRocket Games et a décidé qu'un MMO mobile était réalisable sur cette plateforme en utilisant le moteur Spacetime.
Le travail a commencé en octobre 2009 et a terminé les mécanismes sous-jacents d'un nouveau jeu appelé Pocket Legends en janvier 2010. Le 3 avril 2010, Spacetime Studios a lancé Pocket Legends dans un MMORPG mobile dépouillé. En septembre 2010, Spacetime Studios met régulièrement à jour l'application Spacetime et annonce le support multiplateforme, y compris la plate-forme Android, avec un investissement de Insight Venture Partners (en).
Le 10 février 2011, STS a annoncé le développement de son titre original, Blackstar, et a confirmé qu'il sortirait au deuxième trimestre 2011[réf. nécessaire]. Blackstar a ensuite été présenté à la GDC, en mars 2011, pour la troisième fois dans l'histoire de son développement et a bénéficié d'une large couverture médiatique et de l'intérêt de l'industrie du jeu. En avril 2011, Spacetime Studios a célébré l'anniversaire de la sortie de son MMO mobile fantastique, Pocket Legends. En 2012, STS a annoncé que ses jeux avaient dépassé les 250 millions de sessions de jeu.
Le 12 janvier 2014, ils ont expliqué qu'aucune nouvelle extension pour Pocket Legends n'a été publiée depuis 2012, car la base de joueurs a diminué en raison de la concentration de la société sur le lancement de nouveaux titres.

## Moteur Spacetime
Le moteur Spacetime Engine permet un jeu multiplateforme (iOS, Android, Windows, OS X, Linux, PC) sur un large éventail de technologies de transmission radio (edge, 3g, 4g, Wi-Fi), sur un large éventail de spécifications et de types d'appareils, permettant une communication de données efficace entre le client et le serveur, par ex constamment <1kbit/s. Il permet la livraison rapide de mises à jour (en plus et en dehors du processus d'approbation de l'App Store d'Apple), ce qui se traduit par des statistiques telles que la mise à jour du MMO Pocket Legends en moyenne 2 fois par jour avec plus de 200 mises à jour sur une période de 12 mois. « Nous pouvons le faire parce que c'est notre moteur, et nous savons que nous pouvons publier un contenu stable. Les gens demandent dans quelle mesure nous testons le contenu, et parfois pas tant que ça. Mais nous savons qu'il sera stable, qu'il ne cassera pas les serveurs. Il peut être déséquilibré, mais nous le publions, nous mettons en place un fil de commentaires... » ~ Gary Gattis à la GDC 2010,,.

## Développer des MMO mobiles
Le dévoilement de l'iPhone au MacWorld 2007 a marqué une évolution importante dans l'environnement des développeurs et a ouvert un marché numérique entièrement nouveau d'applications téléchargeables avec micro-transactions. Ces facteurs ont conduit Spacetime Studios à étudier les « pipelines » de développement et de production de cette nouvelle opportunité de marché et à décider qu'un MMO mobile en 3D était une nouvelle perspective de développement viable. Techniquement, en 2009 : « Nous en avons terminé avec la préproduction, ce qui signifie que nous pouvons en toute confiance produire en masse un contenu engageant. Nos outils sont axés sur les données, ils sont donc très extensibles. [...] Les développeurs peuvent avoir une nouvelle version du jeu installée sur leurs systèmes en un seul clic ». Cela a permis à Spacetime Studios d'avoir un jeu entièrement multijoueur en un mois et un prototype complet en deux mois. Et en quatre mois, le jeu principal était terminé (TenTonHammer Podcast #27).
Spacetime Studios a résumé les défis à relever pour créer un MMO mobile limité par la puissance du matériel, la bande passante sur EDGE, la petite taille de l'écran, les commandes tactiles pour la saisie des données par l'utilisateur, un large attrait pour une base d'utilisateurs occasionnels pour lesquels les jeux seraient une considération secondaire, des sessions de jeu considérablement réduites allant de 5 à 10 minutes et un résultat final de niveaux de performance très cohérents, soutenant une expérience de jeu de base active et réactive avec une portée dans la conception future qui permet une croissance organique,. Les niveaux instanciés, par opposition à un monde ouvert persistant, ont permis au jeu d'être jouable sur des appareils bas de gamme et une connectivité à faible bande passante. Il permet la formation rapide de groupes de joueurs par le biais de parties hébergées joignables à chaud, permet de compléter des niveaux courts de 10 minutes et l'ajout de niveaux futurs avec une marge de manœuvre pour la durée variable et la profondeur de jeu requise,.

## Marchés iOS et Android
Pocket Legends a été téléchargé plus de 4 millions de fois dans plus de 200 pays entre avril 2010 et mai 2011 sur les plateformes iOS et Android. En plus de ces chiffres de téléchargement, Pocket Legends se monétise à 10% contre une moyenne de 2% pour les autres applications.
Pocket Legends est initialement sorti sur iOS le 3 avril 2010, puis sur Android en septembre 2010. Actuellement, Apple compte plus de 190 millions d'appareils iOS (avec 350 000 applications téléchargées plus de 10 milliards de fois), contre 100 millions d'appareils Android (150 000 applications téléchargées 3,7 milliards de fois) en mars-avril 2011,. Les attentes seraient conformes aux tendances générales en matière de succès financier d'autres applications, ce qui laisserait présager une monétisation plus élevée sur iOS que sur Android. Mais dans une interview avec JR Raphael de Computerworld, Spacetime Studios a divulgué des données sur les applications comparant iOS et Android au cours des 30 et 60 premiers jours :
- L'activité quotidienne des utilisateurs sur Android est plus du double de celle d'iOS dans pratiquement tous les domaines.
- 9 000 téléchargements quotidiens sur Android contre 3 000 à 4 000 téléchargements quotidiens sur iOS au cours des mêmes périodes
- L'utilisation des applications est x3 fois plus élevée sur Android que sur iOS.
- Les revenus sont 30 à 50 % plus élevés sur Android que sur iOS.
- Les clics publicitaires sont également x3 fois plus élevés et les achats publicitaires x2 fois plus élevés sur Android qu'iOS sur la même période.

Gary Gattis : « D'une certaine manière, c'est un peu comme l'Ouest sauvage, mais c'est là que les gens de la ruée vers l'or ont fait leurs preuves. Pour nous, les défis sont devenus des opportunités ».

## Jeux développés ou publiés par Spacetime Studios
- Pocket Legends (MMO de style fantastique, le développement de nouvelles extensions a cessé depuis 2012[18])
- Star Legends: The Blackstar Chronicles (MMO de style science-fiction)
- Dark Legends (MMO de style vampire)
- Arcane Legends (autre MMO de style fantastique)
- Battle Dragons (jeux de stratégie)[31]
- Battle Command! (jeux de stratégie)[32]
- Arcane Battlegrounds (jeux de stratégie)[32]
- Call of champions (jeu MOBA)[33]
- Pocket Legends Adventures[34]